# Musau
Pour les articles homonymes, voir Musau (homonymie).

La Musau fait partie du quartier du Neudorf.

La Musau est un quartier historique de Strasbourg situé au sud-est du Neudorf avec lequel elle forme le quartier administratif Neudorf - Musau.
Elle se trouve au sud-est, au-delà de la voie ferrée Strasbourg - Kehl, et comprend le quartier Wattwiller ainsi que la vieille Musau.

## Histoire

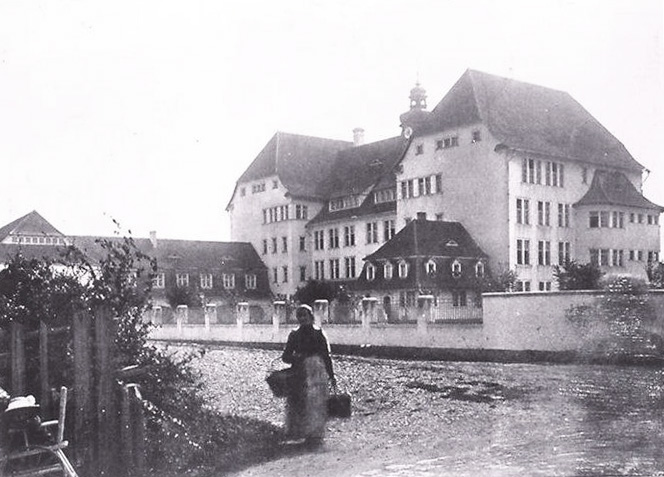
L'école de la Musau en 1909

Construite en 1904-1906, l'école de la Musau – devenue Collège de la Musau, maintenant Collège Louise Weiss – a été réalisée par l'architecte Fritz Beblo.
Le prêtre et journaliste Joseph Burg (1857-1923) fut nommé vicaire résident dans le quartier de la Musau en 1905-1906, puis devint le premier curé de la paroisse Saint-Urbain (1906-1920) dont il fit construire l'église. Il est notamment l'auteur d'une brochure, Die Pfarrei St. Urban (Musau) (1908), qui retrace tout le passé religieux du quartier.